# الملاكمة في الدورة العربية التاسعة عمان 1999

## توزيع الاوسمة
| ت | البلد    | ذهبية | فضية | برونزية | المجموع |
| - | -------- | ----- | ---- | ------- | ------- |
| 1 | الجزائر  | 4     | 2    | 1       | 7       |
| 2 | مصر      | 2     | 6    | 2       | 10      |
| 3 | تونس     | 2     | -    | 3       | 5       |
| 4 | الأردن   | 1     | 1    | 5       | 7       |
| 5 | المغرب   | 1     | 1    | 3       | 5       |
| 5 | سوريا    | 1     | 1    | 3       | 5       |
| 7 | العراق   | 1     | -    | 5       | 6       |
| 8 | لبنان    | -     | 1    | -       | 1       |
| 9 | السعودية | -     | -    | 1       | 1       |
| 9 | قطر      | -     | -    | 1       | 1       |

## النتائج الكاملة
| Event                | الذهبية                   | الفضية                   | البرونزية                |                           |
| -------------------- | ------------------------- | ------------------------ | ------------------------ | ------------------------- |
| نصف الذباب 48كغم     | عبد الكبير غنام (المغرب)  | محمد عبد الرحيم(مصر)     | خالد العدواني (السعودية) | صابر بن نصيب (تونس)       |
| الذبابة 51كغم        | ناصر خدام (الجزائر)       | محمد محمود (مصر)         | منذر عقيلان (الأردن)     | حمدي القحطاني (العراق)    |
| الديك 54كغم          | معز الزمزمي (تونس)        | عيد فكري(مصر)            | علي تكليف (العراق)       | هشام بنيدة (الجزائر)      |
| الريشة 57كغم         | قاسم بشالي(العراق)        | طاهر تمسماني(المغرب)     | إبراهيم عبد المعطي (مصر) | ياسر شيخان (سوريا)        |
| الخفيف 60كغم         | يوسف حميدي (سوريا)        | صالح عبد الباري(مصر)     | كمال عبد المجيد (الأردن) | هشام نفيل(المغرب)         |
| فوق الخفيف 63.5كغم   | محمد علالو(الجزائر)       | أيمن النادي (الأردن)     | مصطفى الشباسي (مصر)      | عبد الله بن بيار المغرب)  |
| الوسط 67كغم          | فؤاد حمدي (الجزائر)       | فاضل شبانة(مصر)          | ظاهر بكر (الأردن)        | عبد الجليل الأديب(المغرب) |
| خفيف المتوسط 71كغم   | محمد صالح المرموري (تونس) | يوسف مصاص (سوريا)        | محمد عشيش (الأردن)       | حسين هادي(العراق)         |
| المتوسط 75كغم        | رمضان عبد الغفار(مصر)     | عبد الغني كنزي (الجزائر) | ايهاب اليوسف (سوريا)     | أمجد سليم (قطر)           |
| خفيف الثقيل 81كغم    | أحمد إسماعيل(مصر)         | محمد بحاري (الجزائر)     | تيسير الجمال (الأردن)    | محمد صبري(العراق)         |
| الثقيل 91كغم         | محمد عزاوي (الجزائر)      | عمرو مصطفى(مصر)          | مهدي خاني (سوريا)        | وجدي مباركي (تونس)        |
| فوق الثقيل فوق 91كغم | محمد أبو خديجة (الأردن)   | علي منصور(لبنان)         | علي عزيز(العراق)         | سامي جندوبي (تونس)        |

## وصلات خارجية
- نتائج المنتخب المصري
- الحصاد الأردني في الدورات الرياضية العربية